# Phylica pauciflora
Phylica pauciflora är en brakvedsväxtart som beskrevs av Neville Stuart Pillans. Phylica pauciflora ingår i släktet Phylica och familjen brakvedsväxter. Inga underarter finns listade i Catalogue of Life.